# Huanca Ishan
Huanca Ishan es un despoblado peruano ubicado en el distrito de Cajatambo, perteneciente a la provincia homónima del departamento de Lima, al centro oeste del Perú. 

## Ubicación
Huanca Ishan se ubica al norte de la provincia de Cajatambo, en el distrito de Cajatambo, en el departamento de Lima.

## Demografía
En 1993 Huanca Ishan tenía una población de 11 habitantes, mientras que en 2017 no tuvo a ningún habitante empadronado.
| Gráfica de evolución demográfica de Huanca Ishan entre 1993 y 2017 |
|                                                                    |
| Fuentes: Población 1993 y 2017                                     |